# Хелоуин: Краят
„Хелоуин: Краят“ (на английски: Halloween Ends) е американски слашър филм от 2022 г. на режисьора Дейвид Гордън Грийн, по сценарий на Пол Брад Логан, Крис Бърниър и Крис Бърниър.
Той е продължение на „Хелоуин убива“ (2021) и е тринадесетият филм от поредицата „Хелоуин“. Във филма участват Джейми Лий Къртис, Джеймс Джуд Кортни, Анди Матичак, Уил Патън и Кайл Ричардс.
Официалната премиера на филма е на 11 октомври 2022 г. в Лос Анджелис, а по кината в Съединените щати е пуснат на 14 октомври 2022 г. от „Юнивърсъл Пикчърс“.

## Актьорски състав
- Джейми Лий Къртис – Лори Строуд
- Анди Матичак – Алисън Нелсън
- Джеймс Джейд Къртни и Ник Касъл – Майкъл Майърс / Шейп
- Уил Патън – Франк Хокинс
- Рохан Кемпбъл – Кори Кънингам
- Кайл Ричардс – Линдзи Уолъс